# 주간고속도로 제4호선
주간고속도로 제4호선(영어: Interstate 4, I-4)은 미국 남동부 플로리다주 탬파(Tampa)와 플로리다주 데이터나비치(Daytona Beach)를 연결하는 고속도로이다.

## 특징
- 4호선은 번호가 짝수인 동서축의 노선이지만 남북축의 역할도 같이 하고 있다.
- 미국 본토 48개 주의 전 주간고속도로 번호 중에서 두 번째로 낮은 번호이다.